# Valea Seacă, Covasna
Valea Seacă (maghiară Kézdiszárazpatak) este un sat în comuna Sânzieni din județul Covasna, Transilvania, România. Se află în partea de nord a județului, în Depresiunea Târgu Secuiesc.